# Paratellurit
Paratellurit ist ein sehr seltenes Mineral aus der Mineralklasse der „Oxide und Hydroxide“ mit der chemischen Zusammensetzung TeO2. Chemisch gesehen handelt es sich bei Paratellurit um α-Tellurdioxid.
Paratellurit kristallisiert im tetragonalen Kristallsystem, entwickelt jedoch nur mit bloßem Auge sichtbare, prismatische Kristalle von bis zu 3 mm Größe. Meistens findet er sich in Form feinkörniger, grober Massen. Mit einer Mohshärte von 1 gehört Paratellurit zu den weichen Mineralen die, wie das Referenzmineral Talk, mit dem Fingernagel abgeschabt werden können.

## Etymologie und Geschichte
Benannt wurde das Mineral nach seinem chemischen Hauptbestandteil Tellur. Der Wortstamm kann auf das lateinische Wort Tellus für die Erde sowie das griechische Präfix para, das auch die Bedeutung abweichend oder falsch haben kann, zurückgeführt werden. 1960 wurde Paratellurit von der International Mineralogical Association (IMA) als eigenständiges Mineral anerkannt.

## Klassifikation
In der veralteten 8. Auflage der Mineralsystematik nach Strunz gehörte der Paratellurit zur Mineralklasse der „Oxide und Hydroxide“ und dort zur Abteilung „MO2- und verwandte Verbindungen“, wo er gemeinsam mit Tellurit in der „Tellurit-Paratellurit-Gruppe“ mit der Systemnummer IV/D.06 steht.
In der zuletzt 2018 überarbeiteten Lapis-Systematik nach Stefan Weiß, die formal auf der alten Systematik von Karl Hugo Strunz in der 8. Auflage basiert, erhielt das Mineral die System- und Mineralnummer IV/D.02-050. Dies entspricht der Klasse der „Oxide und Hydroxide“ und dort der Abteilung „Oxide mit dem Stoffmengenverhältnis Metall : Sauerstoff = 1 : 2 (MO2 und verwandte Verbindungen)“, wo Paratellurit zusammen mit Argutit, Kassiterit, Plattnerit, Pyrolusit, Rutil und Tripuhyit die „Rutilgruppe“ mit der Systemnummer IV/D.02 bildet.
Die von der International Mineralogical Association (IMA) zuletzt 2009 aktualisierte 9. Auflage der Strunz’schen Mineralsystematik ordnet den Paratellurit in die Klasse der „Oxide (Hydroxide, V[5,6]-Vanadate, Arsenite, Antimonite, Bismutite, Sulfite, Selenite, Tellurite, Iodate)“ und dort in die Abteilung „Metall : Sauerstoff = 1 : 2 und vergleichbare“ ein. Hier ist das Mineral in der Unterabteilung „Mit mittelgroßen Kationen; Mit verschiedenen Polyedern“ zu finden, wo es als einziges Mitglied eine unbenannte Gruppe mit der Systemnummer 4.DE.25 bildet.
In der vorwiegend im englischen Sprachraum gebräuchlichen Systematik der Minerale nach Dana hat Paratellurit die System- und Mineralnummer 04.04.03.02. Das entspricht der Klasse der „Oxide und Hydroxide“ und dort der Abteilung „Oxide“. Hier findet er sich innerhalb der Unterabteilung „Einfache Oxide mit einer Kationenladung von 4+ (AO2)“ in einer unbenannten Gruppe mit der Systemnummer 04.04.03, in der auch Downeyit eingeordnet ist.

## Kristallstruktur
Paratellurit kristallisiert tetragonal in der Raumgruppe P43212 (Raumgruppen-Nr. 96) mit den Gitterparametern a = 4,81 Å und  c = 7,61 Å, sowie 4 Formeleinheiten pro Elementarzelle.

## Eigenschaften
Paratellurit ist praktisch nicht in Wasser löslich. Allerdings kann Paratellurit, bedingt durch den amphoteren Charakter des Te(IV)-Ions in starken Säuren (wie HCl oder HNO3) oder starken Basen (wie NaOH) gelöst werden. Die entsprechenden chemischen Reaktionsgleichungen finden sich unter →Tellurdioxid.

## Modifikationen und Varietäten
Tellurdioxid kommt in der Natur in zwei verschiedenen Mineralien vor: Paratellurit (α-TeO2, tetragonal) und Tellurit (β-TeO2, orthorhombisch). Beide Modifikationen sind strukturell sehr ähnlich. Ein, wenn auch unsicheres, Unterscheidungsmerkmal ist ihre Farbe. Während Tellurit häufig eine gelbe Farbe aufweist, ist Paratellurit praktisch immer farblos. Eine genaue Unterscheidung zwischen diesen beiden Modifikationen ist nur durch eine Kristallstrukturanalyse möglich.

## Bildung und Fundorte
Paratellurit kommt in hydrothermal abgeschiedenen Gold/Tellur-Lagerstätten und dort assoziiert mit anderen tellurhaltigen Mineralien bzw. Telluraten vor. Das Mineral bildet kleine, prismatische, büschelförmige Kristalle aus. Als sekundäres Mineral kommt es auch als Anflug vor.
Paratellurit ist ein sehr seltenes Mineral. Weltweit sind lediglich ein Dutzend Fundstellen bekannt geworden. Bekannte Fundorte sind:
- Moctezuma Mine, Moctezuma (Sonora)/Mexiko[7]
- Salm-Château, Vielsalm/Luxemburg